# František Leopold Vilém Slavata z Chlumu a Košumberka
František Leopold Vilém Slavata z Chlumu a Košumberka (1639 – 26. ledna 1691 Jindřichův Hradec) byl český šlechtic z rodu Slavatů a kanovník v Pasově.

## Původ a život
Narodil se jako předposlední syn Jáchyma Oldřicha Slavaty z Chlumu a Košumberka (1606–1645) a jeho manželky Marie Františky z Meggau (1609–1676). Jeho starší bratři se prosadili v zemské správě, Ferdinand Vilém zastával úřad nejvyššího dvorského sudího Českého království, zatímco Jan Jiří Jáchym byl nejvyšším zemským sudím a posléze nejvyšším hofmistrem Českého království.
Jako mladšímu z bratrů mu byla určena církevní kariéra. Stal se kanovníkem v Pasově. Protože byl vážně nemocný, nemohl se zúčastnit pohřbu bratra Jana Jiřího Jáchyma, který byl 4. vladař domu hradeckého a nezanechal mužské potomky. Rodu hrozilo vymření po meči, proto František Leopold Vilém získal od papeže dispens, vystoupil z řádu a pokusil se zplodit syna.
Oženil se s o 25 let mladší Marií Klárou Apolenou ze Starhembergu (1664 – 24. duben 1700), dcerou Jana Ludvíka Adama ze Starhembergu (1616–1666) a jeho první manželky Marie Anny Czerninové z Chudenic († 1660), tehdy už vdovou po Marku Josefu z Lannoy.
Manželství bohužel pro Slavaty zůstalo bezdětné. František Leopold Vilém Slavata zemřel 26. ledna 1691 v Jindřichově Hradci ve věku 52 let. Jeho manželka se provdala 22. prosince 1696 ještě potřetí za hraběte Ferranteho degli Obizzi a porodila mu dvě dcery.

## Dědictví
Novým vladařem se měl stát nejmladší z bratrů Jan Karel Jáchym, který však byl členem karmelitánského řádu a odmítl z něj vystoupit. Vzdal se dědických nároků a zemřel 21. července 1712 v Římě. Velký slavatovský majetek, jehož hodnota se odhadovala na 1 751 980 zlatých a který byl ovšem také zatížen velkými dluhy, byl po komplikovaném dvouletém dědickém řízení rozdělen na pět dílů. Hlavní rodové sídlo rodu Jindřichův Hradec získala nejstarší dcera Jana Jiřího Jáchyma Marie Josefa. Ostatní díly byly dědicům přiřčeny losováním. Po odečtení dluhů hodnota jednoho dílu činila 255 755 zlatých.
| Dědicové slavatovského majetku v roce 1693 | Dědicové slavatovského majetku v roce 1693                               | Dědicové slavatovského majetku v roce 1693 | Dědicové slavatovského majetku v roce 1693                                                    | Dědicové slavatovského majetku v roce 1693 | Dědicové slavatovského majetku v roce 1693 | Dědicové slavatovského majetku v roce 1693                                        |
| Díl                                        | Jméno                                                                    | Životní data                               | Rodiče                                                                                        | Manžel/ka                                  | Vztah k Jáchymu Oldřichu Slavatovi         | Zděděné panství                                                                   |
| ------------------------------------------ | ------------------------------------------------------------------------ | ------------------------------------------ | --------------------------------------------------------------------------------------------- | ------------------------------------------ | ------------------------------------------ | --------------------------------------------------------------------------------- |
| 1.                                         | Marie Josefa                                                             | 1667–1708                                  | Jan Jiří Jáchym Slavata z Chlumu a Košumberka a Marie Markéta z Trautsonu                     | Heřman Jakub Czernin z Chudenic            | vnučka                                     | Jindřichův Hradec                                                                 |
| 2.                                         | Marie Markéta                                                            | † asi 1694                                 | Ferdinand Vilém Slavata z Chlumu a Košumberka a Cecílie Renata z Náchoda a Lichtenburku       | Jan Zikmund Bedřich Götz z Götzenu         | vnučky                                     | Kardašova Řečice, Červená Lhota a 51 355 zlatých z panství Telč, Studená a Kunžak |
| 2.                                         | Marie Terezie                                                            | 1656–1699                                  | Ferdinand Vilém Slavata z Chlumu a Košumberka a Cecílie Renata z Náchoda a Lichtenburku       | Arnošt Bedřich Windisch-Graetz             | vnučky                                     | Kardašova Řečice, Červená Lhota a 51 355 zlatých z panství Telč, Studená a Kunžak |
| 2.                                         | Marie Karolína (Charlotta)                                               | 1662–1716                                  | Ferdinand Vilém Slavata z Chlumu a Košumberka a Cecílie Renata z Náchoda a Lichtenburku       | Leopold Antonín z Trauttmansdorffu         | vnučky                                     | Kardašova Řečice, Červená Lhota a 51 355 zlatých z panství Telč, Studená a Kunžak |
| 3.                                         | Anna Lucie                                                               | 1637–1703                                  | Jáchym Oldřich Slavata z Chlumu a Košumberka a Marie Františka z Meggau                       | Adolf Vratislav ze Šternberka              | dcera                                      | Stráž nad Nežárkou, Žirovnice a 73 756 zlatých z jindřichohradeckého panství      |
| 4.                                         | Jan Leopold z Pětikostelí (Fünfkirchenu) (dědictví za svou matku † 1673) |                                            | Jan Arnošt z Pětikostelí (Fünfkirchenu) a Kateřina Terezie Slavatová z Chlumu a Košumberka    |                                            | vnuk                                       | Nová Bystřice, Chlum u Třeboně a 17 419 zlatých z jindřichohradeckého panství     |
| 5.                                         | František Antonín Lichtenstein-Castelcorn                                | 1679–1761                                  | Kryštof Filip II. z Lichtensteina-Castelkornu a Marie Barbora Slavatová z Chlumu a Košumberka | Marie Anna z Hallweillu                    | vnuk a vnučka                              | Telč, Studená, Kunžak                                                             |
| 5.                                         | Terezie Marie Františka (dědictví sourozenců za matku † 1684)            | † 1702                                     | Kryštof Filip II. z Lichtensteina-Castelkornu a Marie Barbora Slavatová z Chlumu a Košumberka | Götz                                       | vnuk a vnučka                              | Telč, Studená, Kunžak                                                             |

Dvě dcery Marie Kláry Apoleny, vdovy po Františku Leopoldu Vilémovi, z jejího třetího manželství s hrabětem z Obizzi nezískaly nic.
Na pět stejně velkých částí byla rozdělena i sbírka 60 obrazů z cyklu českých knížat a králů namalovaná kolem roku 1580 pro Adama II. z Hradce a doplněná v následujícím století. Jedna z jejích částí, kterou podědila Anna Lucie Šternberková, se dochovala na zámku Častolovice. Jedná se o portréty od Ladislava Pohrobka po Leopolda I. Šest obrazů bájných knížat (Praotec Čech, Krok, Přemysl Oráč, Libuše, Nezamysl, Mnata) zdědil František Antonín Lichtenstein-Castelcorn, převezl je na Telč, v současnosti jsou autentické obrazy vystaveny v Královském sále zámku v Jindřichově Hradci.